# Comuna de Jodłownik
Jodłownik (polaco: Gmina Jodłownik) é uma gminy (comuna) na Polónia, na voivodia de Pequena Polónia e no condado de Limanowski. A sede do condado é a cidade de Jodłownik.
De acordo com os censos de 2004, a comuna tem 8052 habitantes, com uma densidade 111,2 hab/km².

## Área
Estende-se por uma área de 72,43 km², incluindo:
- área agrícola: 72%
- área florestal: 23%

## Demografia
Dados de 30 de Junho 2004:
|                      | Total   | Total | Mulheres | Mulheres | Homens  | Homens |
| -------------------- | ------- | ----- | -------- | -------- | ------- | ------ |
|                      | pessoas | %     | pessoas  | %        | pessoas | %      |
| População            | 8052    | 100   | 4030     | 50       | 4022    | 50     |
| Densidade (pop./km²) | 111,2   | 100   | 55,6     | 55,6     | 55,5    | 55,5   |

De acordo com dados de 2002, o rendimento médio per capita ascendia a 1361,71 zł.

## Subdivisões
- Jodłownik, Góra Świętego Jana, Janowice, Kostrza, Krasne-Lasocice, Mstów, Pogorzany, Sadek, Słupia, Szczyrzyc, Szyk, Wilkowisko.

## Comunas vizinhas
- Dobra, Limanowa, Łapanów, Raciechowice, Tymbark, Wiśniowa